# Night Train (Keane)
Night Train is een ep van de pianorockband Keane. De ep verscheen op 10 mei 2010. De naam van de ep komt van het favoriete reismiddel van de band tijdens hun Perfect Symmetry-tour. De ep werd tijdens deze tour geschreven en opgenomen.
De ep werd voor een groot deel in april 2009 opgenomen. Het nummer My Shadow werd in juli 2008 opgenomen. Artiesten met een gastoptreden op deze ep zijn K'naan en Tigarah. Tim Rice-Oxley (de pianist van Keane) maakte voor de ep ook zelf een nummer, Your Love, dat hij zelf zingt (normaal verzorgt Tom Chaplin bij Keane de zang).
Keane sprak in juli 2009 voor het eerst over de ep. Toen was er nog sprake van dat de ep in september of oktober 2009 zou worden uitgebracht. Niet veel later werd bekend dat Night Train in mei 2010 zou verschijnen. In november 2009 gaf de band aan dat de ep in totaal acht nummers zal bevatten.

## Nummers
Keane maakte op 14 januari 2010 de nummers van de ep bekend.
| Nr. | Titel                                                     | Duur |
| --- | --------------------------------------------------------- | ---- |
| 1.  | House Lights                                              |      |
| 2.  | Back in Time                                              |      |
| 3.  | Stop for a Minute (met K'naan)                            |      |
| 4.  | Clear Skies                                               |      |
| 5.  | Ishin Denshin (You've Got to Help Yourself) (met Tigarah) |      |
| 6.  | Your Love (met Tim Rice-Oxley als leadzanger)             |      |
| 7.  | Looking Back (met K'naan)                                 |      |
| 8.  | My Shadow                                                 |      |

## Wetenswaardigheden
- Het nummer "Ishin Denshin (You've Got to Help Yourself)" is uitgevoerd met Tigarah. Beide artiesten, Tigarah en Keane, hadden een nummer in het computerspel "FIFA 07" uit 2006.

## Hitnotering
| "Night Train" in de Nederlandse Album Top 100 - binnen: 15-05-2010 | "Night Train" in de Nederlandse Album Top 100 - binnen: 15-05-2010 | "Night Train" in de Nederlandse Album Top 100 - binnen: 15-05-2010 | "Night Train" in de Nederlandse Album Top 100 - binnen: 15-05-2010 | "Night Train" in de Nederlandse Album Top 100 - binnen: 15-05-2010 | "Night Train" in de Nederlandse Album Top 100 - binnen: 15-05-2010 | "Night Train" in de Nederlandse Album Top 100 - binnen: 15-05-2010 | "Night Train" in de Nederlandse Album Top 100 - binnen: 15-05-2010 | "Night Train" in de Nederlandse Album Top 100 - binnen: 15-05-2010 | "Night Train" in de Nederlandse Album Top 100 - binnen: 15-05-2010 | "Night Train" in de Nederlandse Album Top 100 - binnen: 15-05-2010 | "Night Train" in de Nederlandse Album Top 100 - binnen: 15-05-2010 | "Night Train" in de Nederlandse Album Top 100 - binnen: 15-05-2010 | "Night Train" in de Nederlandse Album Top 100 - binnen: 15-05-2010 | "Night Train" in de Nederlandse Album Top 100 - binnen: 15-05-2010 | "Night Train" in de Nederlandse Album Top 100 - binnen: 15-05-2010 | "Night Train" in de Nederlandse Album Top 100 - binnen: 15-05-2010 | "Night Train" in de Nederlandse Album Top 100 - binnen: 15-05-2010 | "Night Train" in de Nederlandse Album Top 100 - binnen: 15-05-2010 | "Night Train" in de Nederlandse Album Top 100 - binnen: 15-05-2010 | "Night Train" in de Nederlandse Album Top 100 - binnen: 15-05-2010 | "Night Train" in de Nederlandse Album Top 100 - binnen: 15-05-2010 | "Night Train" in de Nederlandse Album Top 100 - binnen: 15-05-2010 | "Night Train" in de Nederlandse Album Top 100 - binnen: 15-05-2010 | "Night Train" in de Nederlandse Album Top 100 - binnen: 15-05-2010 | "Night Train" in de Nederlandse Album Top 100 - binnen: 15-05-2010 | "Night Train" in de Nederlandse Album Top 100 - binnen: 15-05-2010 | "Night Train" in de Nederlandse Album Top 100 - binnen: 15-05-2010 | "Night Train" in de Nederlandse Album Top 100 - binnen: 15-05-2010 | "Night Train" in de Nederlandse Album Top 100 - binnen: 15-05-2010 | "Night Train" in de Nederlandse Album Top 100 - binnen: 15-05-2010 |
| Week                                                               | 01                                                                 | 02                                                                 | 03                                                                 | 04                                                                 | 05                                                                 | 06                                                                 | 07                                                                 | 08                                                                 | 09                                                                 |                                                                    | 10                                                                 | 11                                                                 |                                                                    | 12                                                                 | 13                                                                 | 14                                                                 | 15                                                                 | 16                                                                 | 17                                                                 | 18                                                                 | 19                                                                 | 20                                                                 | 21                                                                 | 22                                                                 | 23                                                                 | 24                                                                 | 25                                                                 | 26                                                                 | 27                                                                 | 28                                                                 |
| ------------------------------------------------------------------ | ------------------------------------------------------------------ | ------------------------------------------------------------------ | ------------------------------------------------------------------ | ------------------------------------------------------------------ | ------------------------------------------------------------------ | ------------------------------------------------------------------ | ------------------------------------------------------------------ | ------------------------------------------------------------------ | ------------------------------------------------------------------ | ------------------------------------------------------------------ | ------------------------------------------------------------------ | ------------------------------------------------------------------ | ------------------------------------------------------------------ | ------------------------------------------------------------------ | ------------------------------------------------------------------ | ------------------------------------------------------------------ | ------------------------------------------------------------------ | ------------------------------------------------------------------ | ------------------------------------------------------------------ | ------------------------------------------------------------------ | ------------------------------------------------------------------ | ------------------------------------------------------------------ | ------------------------------------------------------------------ | ------------------------------------------------------------------ | ------------------------------------------------------------------ | ------------------------------------------------------------------ | ------------------------------------------------------------------ | ------------------------------------------------------------------ | ------------------------------------------------------------------ | ------------------------------------------------------------------ |
| Nummer                                                             | 9                                                                  | 19                                                                 | 26                                                                 | 42                                                                 | 50                                                                 | 49                                                                 | 63                                                                 | 74                                                                 | 86                                                                 | uit                                                                | 86                                                                 | 80                                                                 | uit                                                                | 99                                                                 |                                                                    |                                                                    |                                                                    |                                                                    |                                                                    |                                                                    |                                                                    |                                                                    |                                                                    |                                                                    |                                                                    |                                                                    |                                                                    |                                                                    |                                                                    |                                                                    |